# Yom Yerushalayim
Dia de Jerusalém ou Yom Yerushalayim (em hebraico: יום ירושלים), é um feriado nacional israelense que comemora a reunificação da cidade de Jerusalém, e o estabelecimento em definitivo do controle político e militar sobre a totalidade da Cidade Santa, a partir de 7 de junho de 1967, pelo Calendário Gregoriano. É comemorado anualmente em 28 de Iyar no calendário hebraico e é comemorado oficialmente em todo o Israel com cerimônias de Estado e serviços memoriais.
O dia é marcado por cerimônias oficiais de Estado, serviços religiosos em memória dos soldados que tombaram em batalha na defesa da cidade, desfiles militares, e a recitação de bênçãos especiais nas sinagogas. Há também festividades populares, com espetáculos de música e de dança. Os alunos de todo o país aprendem sobre a importância de Jerusalém, e as escolas costumam realizar comemorações especiais.

## Antecedentes
A cidade de Jerusalém pertenceu aos hebreus até o ano de 135 d.C., quando após uma fracassada revolta contra o Império Romano, o imperador Adriano os proibiu de entrar na cidade, rebatizando-a com o nome de Aelia Capitolina.
De acordo com o Plano da ONU para a partilha da Palestina de 1947, que propôs a criação de dois estados independentes no que era o Mandato Britânico da Palestina, Jerusalém deveria ser uma cidade internacional por um período de dez anos, sob administração das Nações Unidas, até que um plebiscito decidisse qual nacionalidade deveria administrá-la a partir de então. O plano de partilha foi aceito pela liderança sionista, mas os representantes árabes rejeitaram a proposta na sua totalidade.
Assim que Israel declarou sua independência, em 14 de maio de 1948, o novo país foi atacado por seus vizinhos árabes. A Jordânia invadiu e ocupou militarmente a parte leste de Jerusalém, inclusive a totalidade da Cidade Velha. As forças israelenses fizeram uma tentativa desesperada de expulsar as tropas jordanianas, mas foram derrotadas. A Cidade Velha e a parte oriental de Jerusalém continuaram sob ocupação da Jordânia, e os residentes judeus daquelas partes foram violentamente forçados a se retirar, com saques e destruição de residências particulares, lojas e templos. Sob o governo jordaniano, metade das 58 sinagogas da Cidade Velha foram demolidas, e o cemitério judeu no Monte das Oliveiras foi saqueado, tendo suas lápides roubadas e usadas como pavimentação de ruas.
Em 1952, Gamal Abdel Nasser chegou ao poder no Egito, após um golpe de estado contra o rei Faruk I. Nasser propôs um pacto militar de “defesa mútua” com a Síria, a Jordânia e o Iraque, passando a liderar a coalizão de países árabes contra Israel.
A imprensa árabe transmitia constantemente propagandas contra Israel, fomentando a hostilidade contra os judeus e prometendo “jogar os israelenses ao mar”. No dia 18 de maio de 1967, Nasser exigiu que a ONU retirasse a Força de Paz que estava na fronteira entre o Egito e Israel, e deslocou suas tropas frente às fronteiras israelenses. Quatro dias depois, ele ordenou o fechamento do Estreito de Tiran, interrompendo o fluxo comercial de Israel pelo Mar Vermelho. Em 4 de julho, Israel estava cercado por tropas árabes que eram muito mais numerosas que as suas. A invasão militar era tida como certa. O Estado Maior israelense sabia que não teria como resistir a um ataque conjunto dos países árabes em duas frentes, e resolveu tomar a iniciativa dos combates, na estratégia desesperada de obter alguma vantagem.
Liderados pelo general Moshe Dayan, Israel atacou as principais bases aéreas do Egito, iniciando o conflito que passaria à história com o nome de Guerra dos Seis Dias. O primeiro-ministro Levi Eshkol enviou uma mensagem ao rei Hussein da Jordânia, dizendo que não entraria em guerra com seu país a menos que fossem atacados. Porém Nasser telefonou para Hussein o encorajando a entrar na guerra. Nasser mentiu dizendo que o Egito havia sido vitorioso no confronto da manhã, e deu como certa a vitória sobre Israel. Seduzidos pelo blefe, os jordanianos atacaram Israel, bombardeando posições civis da porção judaica de Jerusalém, mas em menos de 24 horas os israelenses conquistaram totalmente a Cidade Santa. No dia seguinte, Israel conquistou também os territórios da Judeia e Samaria.
Após a vitória, Moshe Dayan fez uma declaração radiofônica ao povo de Israel, comunicando a conquista de Jerusalém: “Nesta manhã, as Forças de Defesa de Israel libertaram Jerusalém. Nós reunificamos Jerusalém, a capital dividida de Israel. Voltamos para o mais santo dos nossos lugares sagrados, e nunca mais seremos separados. Aos nossos vizinhos árabes, estenderemos agora a nossa mão em paz. E aos nossos concidadãos cristãos e muçulmanos, eu lhes prometo solenemente a plena liberdade religiosa e de direitos para todos. Nós não viemos a Jerusalém por causa dos lugares sagrados de outros povos, e não vamos interferir nas vidas dos fiéis de outras religiões, mas iremos salvaguardar a integridade desta cidade, e viveremos nela, junto com os outros, em unidade”.
Em 12 de maio de 1968, o governo de Israel proclamou o dia 28 de Iyar como feriado municipal. Em 23 de março de 1998, o Knesset aprovou a Lei do Dia de Jerusalém, tornando a data em feriado nacional.

## Dia de Jerusalém no Calendário Gregoriano
- 2022: 29 de maio
- 2023: 19 de maio
- 2024: 5 de junho
- 2025: 26 de maio
- 2026: 15 de maio
- 2027: 4 de junho
- 2028: 24 de maio

## Outros feriados e eventos de Israel
| Data                              | Nome em português                        | Nome local                  | Datas possíveis (calendário gregoriano) |
| --------------------------------- | ---------------------------------------- | --------------------------- | --------------------------------------- |
| 1 de tishrei                      | Ano Novo                                 | ראש השנה Rosh Hashaná       | Entre 6 de setembro e 5 de outubro      |
| 10 de tishrei                     | Dia do Perdão                            | יום כיפור Yom Kipur         | Entre 15 de setembro e 14 de outubro    |
| 15 de tishrei                     | Festa das Cabanas/Festa dos Tabernáculos | סוכות Sucot                 | Entre 20 de setembro e 19 de outubro    |
| 22 de tishrei                     | Reunião do Oitavo Dia                    | שמיני עצרת Shemini Atzeret  | Entre 27 de setembro e 26 de outubro    |
| 25 de kislev                      | Festival das Luzes (primeiro dia)        | חנכה Chanucá                | Entre 27 de novembro e 26 de dezembro   |
| 14 de adar (15 em alguns lugares) | Lembrança da vitória de Ester            | פּוּרִים Purim                 | Entre 25 de fevereiro e 26 de março     |
| 15 de nissan                      | Páscoa (primeiro dia)                    | פסח Pessach                 | Entre 27 de março e 25 de abril         |
| 21 de nissan                      | Páscoa (sétimo e último dia)             | פסח Pessach                 | Entre 2 de abril e 1 de maio            |
| 27 de nissan                      | Dia da Lembrança do Holocausto           | יום השואה Yom HaShoá        | Entre 8 de abril e 7 de maio            |
| 4 de iar                          | Dia de Lembrança dos Soldados Caídos     | יום הזכרון Yom HaZikaron    | Entre 15 de abril e 14 de maio          |
| 5 de iar                          | Dia da Independência                     | יום העצמאות Yom Ha'atzma'ut | Entre 16 de abril e 15 de maio          |
| 6 de sivan                        | Festa das Colheitas (Pentecostes)        | שבועות Shavuot              | Entre 16 de maio e 14 de junho          |